# Gyivnogorszk
Gyivnogorszk (oroszul: Дивногорск) város Oroszország ázsiai részén, a Krasznojarszki határterületen. A Krasznojarszki vízerőmű építőinek és dolgozóinak városa.
Népessége: 28 272 fő (a 2010. évi népszámláláskor).

## Elhelyezkedése
A Krasznojarszki határterület délnyugati részén, Krasznojarszktól 35 km-re délnyugatra, a Jenyiszej jobb partján (a Mana folyó torkolatától 6 km-re) helyezkedik el, a Keleti-Szaján északnyugati előhegyeiben. Erdővel borított területen fekszik, a szemközti parton meredek, sziklás hegyoldalak ereszkednek a folyóra. 
A várost érinti a mongol határ felé vezető „Jenyiszej” nevű R257-es főút (oroszul: ). 

## Története
A mai város helyén 1888-ban kolostort alapítottak, melyet 1920-ban feloszlattak. Területén tíz évig gyermekotthon volt, azután az erdőgazdaság kísérleti és szakoktatási gazdasága működött, majd 1956-tól a vízerőmű első építőmunkásai kaptak helyet. A mellette kialakult kisebb településen 1953-ig kényszermunkások tábora volt.
Gyivnogorszk a Krasznojarszki vízerőmű építőinek településeként jött létre 1957-ben és 1963-ban lett város. A Jenyiszej túlsó partján magasodó „csodás” hegyekről (Gyivnije gori) kapta nevét. A város és az erőmű lényegében egyszerre épült. Az első generátorok 1967-ben kezdték meg a termelést, a befejezett létesítményt 1972-ben adták. A következő évben helyezték üzembe a város egyik legnagyobb vállalatát, a kisfeszültségű berendezések gyárát (Дивногорский завод низковольтной аппаратуры). A gyár honlapján 2015-ben megjelent közlemény még cáfolta a cég és a működés megszűnéséről szóló híreket.
Az erőmű és a villamosenergia termelés napjainkban is a város gazdasági alapja. A Krasznojarszkból Gyivnogorszkig vezető vasútvonalat is a vízerőmű építésének idején és kiszolgálására építették.